# Грађанска смрт
Грађанска смрт (лат. civiliter mortuus) губитак је свих или скоро свих грађанских права појединца због осуде за кривично дело или због чина владе државе који доводи до таквог исхода. Обично се задаје лицима осуђеним за злочине против државе или пунолетним особама које суд одреди правно неурачунљивим због менталне неспособности.
У средњовековној Европи починиоци кривичних дела изгубили су сва грађанска права након осуде. Грађанска смрт често је доводила до стварне смрти, јер је било ко могао некажњено да убије и повреди тог појединца. У Светом римском царству особа проглашена грађански мртвом називала се vogelfrei (дословни превод: „слободна као птица”) и могла је да буде убијена будући да је била потпуно ван закона.
Кроз историју стављање ван закона било је уобичајен облик грађанске смрти. Особе стављене ван закона називале су се и одметницима.